# Вързулица
Вързу̀лица е село в Северна България, община Полски Тръмбеш, област Велико Търново.

## География
Село Вързулица се намира в средната част на Дунавската хълмиста равнина, на около 15 km на северозапад от общинския център град Полски Тръмбеш и 40 km на север-северозапад от областния център Велико Търново. На около километър южно от селото, покрай северния край на съседното му село Масларево, минава в направление запад – изток първокласен републикански път – част от Европейски път Е83, водещ на запад покрай село Горна Студена към Плевен, а на изток покрай Пейчиново към връзка с Европейски път Е85. Землището на Вързулица е разположено в най-северозападната част на община Полски Тръмбеш и има площ 17,565 km². През селото минава в направление север – юг третокласният републикански път III-504, който го свързва на юг с Масларево, а на север води през Алеково към Свищов. Климатът е умереноконтинентален.
По водосливното понижение през селото в посока от запад към изток минава малък ручей, захранван предимно от валежните води. По него източно край селото има два последователни малки язовира, по-близкият с площ около 2,5 ha, а следващият – около 6,5 ha. Надморската височина при моста на третокласния път в селото е около 86 m и нараства на север и юг до около 100 – 110 m. Средната надморска височина е около 100 m. Основен поминък на жителите са земеделие и животновъдство.

## История
Името на селището може би произлиза от думите на два пътя (върз улица). Най-рано е споменато в турски данъчен регистър от XVII век с името село Вързил. Сред тогавашните му обитатели има християни.
Около 1950 г. се открива и селското училище, което обаче работи много кратко преди да затвори поради малкия брой ученици.
В землището на селото са регистрирани два антични археологически обекта. Единият е в местността Клиселика (Черковището). Вторият обект е в местността Калето. Късноантичната крепост „Асара“/„Хасара“ се намира в едноименната местност, на 3,3 km западно по права линия от центъра на село Вързулица. Построена е на височина, доминираща над околността с отлична видимост във всички посоки при надморска височина 168 m.
Данни за селище от времето на Второто българско царство няма. Няма археологически материали от землището и от периода XV – XIX век. Вероятно посоченото в данъчния регистър от XVII век селище Вързил е в чертите на днешното село Вързулица. Вероятно също така то възниква в годините на османското владичество, след като не е известно по данъчните регистри от XV век. Предполага се, че старото село е в дворовете около днешния център и по-източно. По-късно там идват преселници и от други съседни селища и то се разраства по протежението на селското дере.

## Население
Населението на село Вързулица, наброявало към 1946 г. 1416 души, намалява към 1956 г. с около 1/3 - до 934 души, и спадът на числеността му продължава плавно до 102 към 2021 г.
| \| Година на преброяване \| Численост \| \| --------------------- \| --------- \| \| 1934 \| 1312 \| \| 1946 \| 1416 \| \| 1956 \| 934 \| \| 1965 \| 731 \| \| 1975 \| 556 \| \| 1985 \| 452 \| \| 1992 \| 375 \| \| 2001 \| 255 \| \| 2011 \| 146 \| \| 2021 \| 102 \| |           |
| Година на преброяване | Численост |
| 1934 | 1312      |
| 1946 | 1416      |
| 1956 | 934       |
| 1965 | 731       |
| 1975 | 556       |
| 1985 | 452       |
| 1992 | 375       |
| 2001 | 255       |
| 2011 | 146       |
| 2021 | 102       |

Преброяване на населението през 2011 г.
Численост и дял на етническите групи според преброяването на населението през 2011 г.:
|                     | Численост | Дял (в %) |
| Общо                | 146       | 100,00    |
| Българи             | 145       | 99,31     |
| Турци               | 0         | 0,00      |
| Цигани              | 0         | 0,00      |
| Други               | 0         | 0,00      |
| Не се самоопределят | 0         | 0,00      |
| Неотговорили        | 0         | 0,00      |

## Религии
Населението на селото изповядва православно християнство. Има действаща само на големи религиозни празници църква „Рождество Богородично“.

## Редовни събития
Всяка година се провежда сбор на селото в първата събота на месец ноември.

## Спорт
В периода 2010 – 2012 г. е създаден футболен клуб с наименование Челси (Вързулица).